# مونته‌کوسارو
مونته‌کوسارو (به ایتالیایی: Montecosaro) یک کومونه در ایتالیا است که در استان ماچه‌راتا واقع شده‌است. مونته‌کوسارو ۲۱٫۷ کیلومترمربع مساحت و ۶٬۸۲۶ نفر جمعیت دارد و ۲۵۲ متر بالاتر از سطح دریا واقع شده.